# Бифуркационная диаграмма

Бифуркационная диаграмма.

В  математике, особенно при изучении динамических систем, под понятием бифуркационная диаграмма подразумевают изображение на рисунке смены возможных динамических режимов системы (равновесных состояний, стационарных точек, периодических орбит и пр.) при изменении значения бифуркационного параметра.